# Sonia Alins
Sonia Alins Miguel (Lérida, 1974) es una artista plástica e ilustradora española.
En 2022, recibe una Medalla de Oro en el certamen internacional Illustrators 64, otorgada por la Sociedad de Ilustradores de Nueva York (EEUU).

## Biografía
Sonia Alins estudió Bellas Artes en la Universidad de Salamanca, obteniendo la licenciatura en la especialidad de diseño gráfico en 1997. En 2009, completó un curso de postgrado sobre ilustración en la Escuela Massana (Barcelona).
En 1998 comenzó a trabajar en Madrid como ilustradora profesional en su propio estudio, Alins Ilustración, junto a su pareja, Juanjo Barco. A su lado, desarrolla una prolífica trayectoria profesional en el mundo de la ilustración con clientes del ámbito de la edición como Grupo Anaya, RBA Editores, Editorial Molino, Grupo Santillana, Pearson, Cambridge University Press, Edelvives, Casals, Edebé o Vicens Vives; y con empresas como Custo Barcelona, Vodafone, Fundación Real Madrid, Diset o Educa Borrás. También ilustra en revistas como Los Lunnis, Escuela de princesas, Viajar, Clara, Elle, Vanidad, Jara y Sedal o Paisajes.
En el año 2000, recibe el Premio SEINFO a la mejor iniciativa empresarial desarrollada por una mujer en la Comunidad de Madrid, otorgado por la Fundación Mujeres de Madrid.
En el año 2003, regresa a su ciudad natal, Lérida, desde donde continuará su trayectoria profesional. 
En 2011, Sonia Alins ilustra el libro infantil La princesa y el dragón, que publica con la editorial Parramón ese mismo año. Con él, obtiene el Premio Junceda en la categoría de libro infantil de ficción otorgado por la Asociación Profesional de Ilustradores de Cataluña (APIC).
En 2012, realiza, junto a Juanjo Barco, un proyecto educativo ilustrado en forma de cuentos audiovisuales para la empresa Artspire de Shanghái (China), por el que obtienen, en 2013, el Premio Junceda al mejor proyecto educativo ilustrado. Esta primera colaboración con Artspire se extiende en el tiempo en forma de cursos presenciales en Shanghái sobre Picasso y sobre el Impresionismo, murales para los centros de arte Artspire en la ciudad, o la cesión de obras de Sonia Alins en una subasta benéfica.
En 2014, Sonia Alins expone por vez primera su producción artística personal en una exposición compartida con la artista Mentxu Fernández en la galería Espai Cavallers de Lleida, mostrando en sus obras un universo onírico lleno de poesía gráfica y con la mujer como protagonista absoluta. En esta exposición, Sonia Alins presenta también sus primeras obras de la serie "Dones d’aigua" (mujeres de agua).
Ese mismo año, participa como miembro del jurado de la Sección Oficial de Largometrajes de la Muestra de Cine Latinoamericano de Cataluña.
En 2015, ilustra, junto a Juanjo Barco, nuevas versiones en lengua española de las series de libros "Los Cinco" y "Secreto", de la escritora inglesa Enid Blyton, para la editorial RBA.
En 2018, Sonia Alins ilustra y diseña el cartel de la 24ª edición de la Muestra de Cine Latinoamericano de Cataluña.
En 2020, es uno de los 6 artistas seleccionados internacionalmente por Moleskine para ilustrar uno de los cuadernos de la colección "Moleskine Studio Collection". Su cuaderno, titulado “The Beautiful Red Reefs”, recibe el año siguiente varios premios y distinciones internacionales, entre ellas una Medalla de Oro otorgada por la Sociedad de Ilustradores de Nueva York.
En 2021, la artista expone por primera vez de forma individual fuera de su país, en la galería de arte Contemporary by U de Taipéi (Taiwán). Bajo el título “Oceanids” (oceánidas), muestra su constante interés por conceptos como la feminidad, la maternidad, el feminismo, el amor y la naturaleza.

## Obra
El lenguaje artístico de Sonia Alins está íntimamente relacionado con el Surrealismo y la poesía visual, estando ligada su obra tanto a sus experiencias vitales como oníricas.
Las protagonistas de sus creaciones son casi siempre mujeres, que conectan con la iconografía femenina del Romanticismo (como las odaliscas de Ingres o la Ofelia de John Everett Millais), con el movimiento Art déco (Tamara de Lempicka) o con el simbolismo de Gustav Klimt.
Desde 2016, su trabajo artístico se centra en la creación de piezas artísticas donde el dibujo va más allá de las dos dimensiones, con collages hechos de capas transparentes y otros materiales (telas, plumas, lana, papel o plástico), que encuentran inspiración en el arte de Yves Klein y las creaciones de Joseph Cornell, y que sirven a la autora para crear piezas con atmósferas etéreas y una sutil representación de tridimensionalidad.
Su colección más reconocida, “Dones d’aigua”, es una serie de delicadas piezas que muestran figuras compactas de grandes proporciones, muy expresivas, que emergen de un medio acuático indefinido. En ellas, explora, de manera especial y sugerente, conceptos como el surrealismo, la poesía visual y el feminismo. Sonia Alins juega con la idea de transparencia y desenfoque, estableciendo diferentes niveles de percepción y aportando profundidad a las piezas, gracias a una combinación planificada y minimalista de los materiales.
Para la artista, el agua es una fuerza sobrenatural y poderosa, capaz de generar angustia, dolor y desesperación, de la misma forma que puede ser también fuente de felicidad, alegría, paz interior y amor. En sus obras, Sonia Alins usa el agua principalmente como medio de expresión central de los sentimientos de sus protagonistas y de la propia autora.

## Exposiciones
2014. Exposición, compartida con la artista Mentxu Fernández, “Les Somiants”.  Galería Espai Cavallers (Lérida, España).
2016. Exposición colectiva "En Femení". Galería Espai Cavallers (Lérida, España).
2017. Exposición colectiva "Salon Des Beaux Arts". Carrousel du Louvre (París, Francia).
2018. Exposición individual “Somnis Emergents”. Museo Comarcal del Urgell, Tàrrega (Lérida, España).
2019. Exposición individual "Emerging Dreams". Galería Espai Cavallers (Lérida, España).
2019. Exposición colectiva "London-Kyoto Art Award 2019", organizada por East West Art Link. La Galleria Pall Mall (Londres, Reino Unido).
2020. Exposición individual "Mar Interior". Galería Échale Guindas (Madrid, España).
2021. Exposición individual "Oceanids". Galería Contemporary by U (Taipéi, Taiwán).
2022. Exposición colectiva “Illustrators 64 Annual Competition". The Museum of Illustration (Nueva York, EEUU).

## Premios y reconocimientos
2012. Premio Junceda en la categoría de ficción infantil por las ilustraciones para el libro infantil La princesa y el dragón, publicado por la editorial Parramón. Otorgado por la APIC (Asociación Profesional de Ilustradores de Cataluña). Barcelona, España.
2013. Premio Junceda, junto a Juanjo Barco, al mejor proyecto educativo ilustrado por los cuentos audiovisuales ilustrados para la empresa Artspire (Shanghái, China). Otorgado por la APIC (Asociación Profesional de Ilustradores de Cataluña). Barcelona, España.
2016. Seleccionada como finalista en el certamen internacional de ilustración World Illustration Awards. Otorgado por la Asociación de Ilustradores (AOI) del Reino Unido. Londres, Reino Unido.
2017. Segundo Premio en la categoría "Contemporary-II" del certamen East-West Award Competition 2017. Otorgado por East West Art Link. Londres, Reino Unido.
2017. Bronze A’Design Award en el certamen anual A’ Design Award & Competition. Milán, Italia.
2017. Dos Medallas de Oro en el Salon des Beaux Arts 2017. Otorgado por la Société Nationale des Beaux Arts. París, Francia.
2018. Tercer puesto en el certamen London-Kyoto FAPDA 2019. Otorgado por East West Art Link. Londres, Reino Unido.
2018. Gold Award en el certamen internacional de ilustración Global Illustration Award. Otorgado por la Feria del Libro de Fráncfort. Fráncfort, Alemania.
2019. Gold Award en la categoría de ilustración ("Design Lotus") y Silver Award en la categoría de mejor uso de illustración ("Print Craft Lotus") en el certamen ADFEST 2019. Bangkok, Tailandia.
2019. Award of Excellence en la 60ª edición del Communication Arts illustration Annual. Otorgado por la revista Communication Arts. San Francisco Bay (California), EEUU.
2021. Award of Excellence en la 62.ª edición del Communication Arts illustration Annual. Otorgado por la revista Communication Arts. San Francisco Bay (California), EEUU.
2021. Medalla de Oro en el certamen Illustrators 64. Otorgado por la Sociedad de Ilustradores de Nueva York. Nueva York, EEUU.
2021. Award of Excellence en la 63.ª edición del Communication Arts illustration Annual. Otorgado por la revista Communication Arts. San Francisco Bay (California), EEUU.
2022. Premio Best of the Best en la categoría libre del certamen Hiiibrand Illustration Awards 2021. China.